# Horst Carganico
 Horst Carganico  (27 septembre 1917 - 27 mai 1944), est un pilote de chasse allemand et as de la Seconde Guerre mondiale.

## Biographie
Horst Carganico suivit les traces de son père aviateur et entra dans la Luftwaffe en 1937. Il est promu officier et affecté au Stab JG 1 de l'Oberstleutnant Carl Schumacher basé dans le nord de l'Allemagne, loin donc du front et des premières escarmouches du début de la guerre,. Carganico trouvera l'opportunité de combattre qu'une fois transféré au Stab II./JG 77 lors des campagnes de Norvège et du Danemark au printemps 1940. Le 21 juin, il remporte un premier succès aérien lors d'une mission d'escorte du croiseur de bataille Scharnhorst. Deux autres suivront le 29 juillet au-dessus de Stavanger, puis le titre d'as avant la fin de l'année après un transfert sur les bords de La Manche,. L'Oberleutnant Carganico passe ensuite Staffelkapitän de la 1./JG 77 lorsque son groupe de chasse (I./JG 77) est activé au début 1941 à Stavanger pour protéger les convois allemands. En préparation de l'opération Barbarossa, son unité et d'autres migrent en partie au nord à Kirkenes proche de la frontière avec l'Union Soviétique. Les lieux sont alors en pleine reconstruction et Carganico n'apprécie guère l'endroit au premier abord, souhaitant même retourner à son ancienne affectation ; il changera cependant vite d'avis.
En raison d'un brouillard intense, les opérations arctiques débutèrent six jours après le début de l'invasion de l'URSS, l'Oberleutnant Carganico et le l'Oberfeldwebel Hugo Dahmer trouvant l'opportunité d'effectuer la première sortie du grand nord en mitraillant un phare de la péninsule de Rybatchi. En fait, les deux hommes voleront régulièrement ensembles au-delà de la ligne de front, cherchant à attirer sur eux la chasse ennemie, et reviendront presque à chaque fois victorieux. L'unité de Carganico s'avança ensuite à Petsamo après le retrait des Russes dans ce secteur. Le 25 septembre 1941, l'as reçut des mains du Generaloberst Hans-Jürgen Stumpff, la seconde Ritterkreuz distribuée à un pilote du grand nord, la première revenant à son acolyte quelques semaines plus tôt ; il possède alors 27 victoires. À noter que durant ces premiers mois face à l'armée rouge, la 1./JG 77 de Carganico fut également surnommée 1./JGr Kirkenes puis 1./JGr z.b.V..

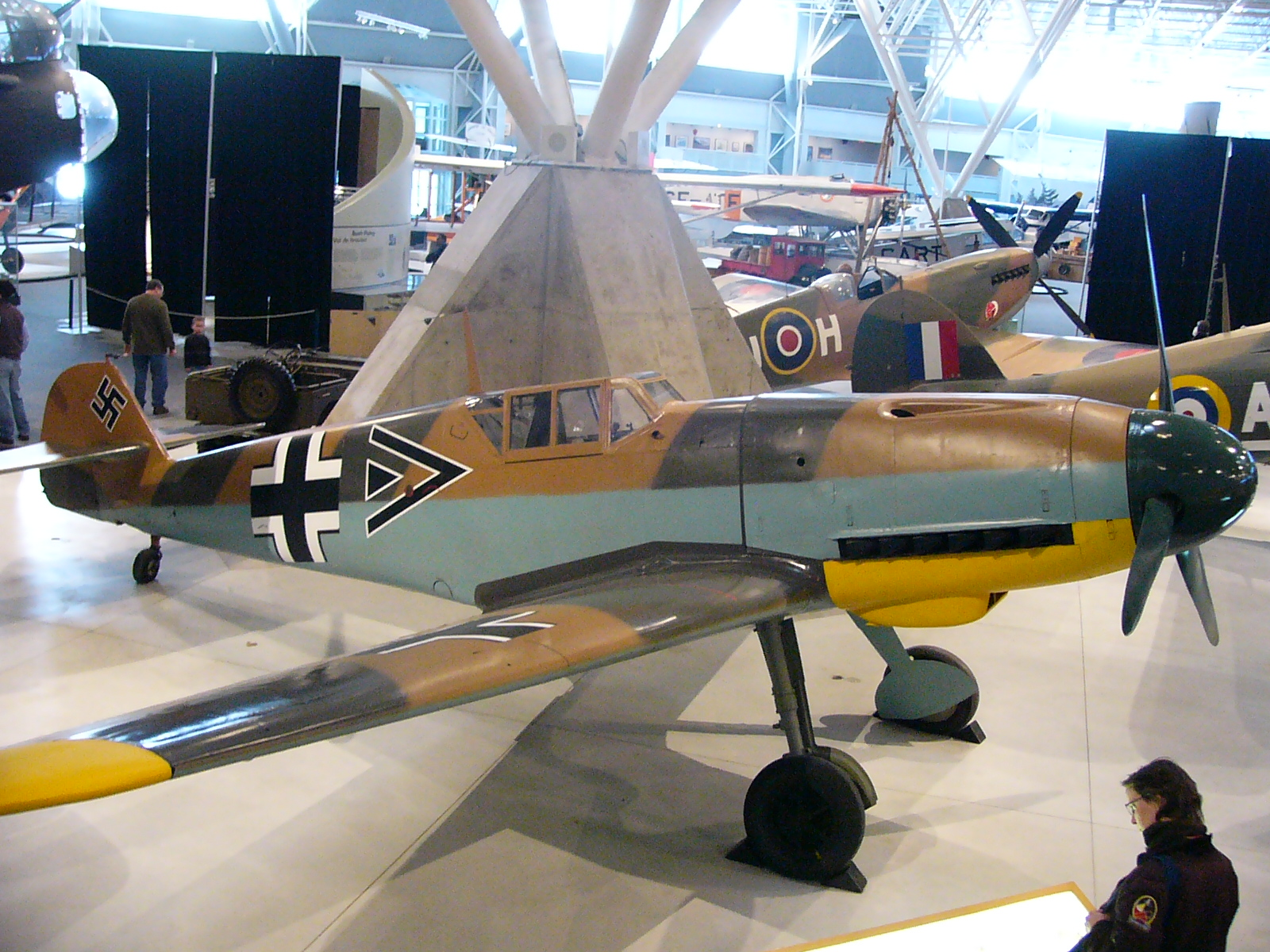
Le Bf 109F-4 codé 10132 CD+LZ sur lequel le Hauptmann Horst Carganico opéra de juin à août 1942. Retrouvé en 1980, cet appareil est actuellement exposé au Musée de l'aviation et de l'espace du Canada.

De retour à Stavanger au début de l'année 1942 aux commandes de la 1./JG 5 au moment de la création de la nouvelle JG 5 « Eismeer », l'unité de Carganico remonta toutefois à Petsamo le 21 mars pour devenir 6./JG 5 et ainsi compléter le II./JG 5. Opérant d'une base très bien équipée, la 6./JG 5 sous les ordres de son Staffelkapitän va faire monter en puissance bon nombre de pilotes prometteurs, à l'instar du bouillant trio de sous-officier Florian Salwender, Rudolf Müller et Willi Pfränger, et plus tard Hans Döbrich. Particulièrement prolifique en avril et mai, l'Oberleutnant Carganico et ses ailiers vont descendre quantité d'appareils soviétiques, dont beaucoup de chasseurs de fabrication occidentale fournis par les convois alliés. En mai, il passe Kommandeur du II./JG 5 peu après la transition de son unité sur Bf 109F, sans toutefois monter en grade, et parvient à descendre son 50e adversaire en juin 1942. Le 22 juillet, le promu Hauptmann Carganico se retrouve contraint à l'atterrissage forcé dans les lignes adverses à cause d'un problème moteur, et après trois jours d'errances ponctués par la fatigue et la faim, il parviendra à rejoindre Petsamo à pied. Il réédita cette mésaventure le 12 août après avoir été cette fois touché lors d'un engagement avec des chasseurs adverses,  avant de retourner sain et sauf le lendemain……à pied (les recherches intensifs pour le récupérer ayant été vaines dans les deux cas). Arborant jusqu'ici un « Mickey Mouse » miniature à l'avant du capot moteur de son appareil, Carganico fit repeindre par la suite sa mascotte beaucoup plus grande sur son fuselage, traînant…une paire de chaussures !
Peu de détails sont connus sur la suite de sa carrière après cela, son palmarès n'évoluant par ailleurs que très peu, une nécessité de rester au sol n'étant pas exclue. L'officier déplaça néanmoins son Gruppe sur le front central en novembre 1943, avant un retour dans le grand nord à Alakurtti en mars 1944. Le 26, Carganico laissa le II./JG 5 au Hauptmann Theodor Weissenberger, une des « pointures » de l'unité, pour prendre en charge le I./JG 5 alors engagé dans la défense du Reich. Le 27 mai, le groupe parvient à abattre plusieurs adversaires mais se retrouve submergé par la chasse américaine : bilan cinq blessés et sept morts dont le Kommandeur qui, touché au cours du combat, tenta un atterrissage d'urgence mais percuta une ligne à haute tension avant le crash fatal. Figure de la « Eismeer », le Major Horst Carganico détenait 60 victoires en 600 missions de guerre.